# Václav Kozák
Václav Kozák (14. dubna 1937 Vrbno nad Lesy – 15. března 2004 Terezín) byl český sportovec, veslař, skifař, mistr Evropy a olympijský vítěz z LOH 1960 v Římě.

## Život
S veslováním začínal jako mladý na učňovské škole v Roudnici na Labem a pokračoval v Lounech. Z olympiády v Římě si v roce 1960 odvezl spolu s Pavlem Schmidtem zlato za závod na dvojskifu. V roce 1984 byl zvolen vítězem v anketě československých oddílů o nejlepšího veslaře století.
Po ukončení své sportovní kariéry pracoval jako trenér v armádním klubu Dukla. V roce 1991 byl z armády propuštěn a penzionován v hodnosti podplukovníka. Po odchodu z armády podlehl alkoholismu. V roce 2000 se dostal zásluhou České nadace sportovní reprezentace a Českého klubu olympioniků do ústavu sociální péče v Terezíně, kde dříve na řece Ohři trénoval. V Terezíně také v roce 2004 zemřel.
Václav Kozák měl tři děti. Dcera Martina a starší syn Václav pracují ve zdravotnictví. Martina je zdravotní sestrou, Václav pracuje jako dětský lékař (primář dětského oddělení v nemocnici Roudnice n/L). Mladší syn Martin byl juniorským reprezentantem ve veslování (účast na MSJ Mnichov 1994), prošel reprezentačním výběrem v kategorii do 23 let a závodní činnosti se věnoval i v seniorské kategorii (mistr republiky, několikanásobný medailista z republikových šampionátů, domácích i zahraničních regat). Je absolventem FTVS UK. Nyní trénuje a pracuje lektor sportu na katedře tělesné výchovy MFF UK. Kromě sportu působil i jako novinář (od roku 1999 v rádiu Blaník a v období 2008–2009 pracoval pro iDNES.cz).

## Přehled sportovních úspěchů
- 1958 Mistrovství Evropy, Poznaň (Polsko), skif, 4. místo
- 1960 Mistrovství Evropy, dvojskif, 2. místo
- 1960 Letní olympijské hry 1960 v Římě (Itálie), dvojskif, 1. místo, s Pavlem Schmidtem
- 1962 Mistrovství světa, Lucern (Švýcarsko), dvojskif, 4. místo
- 1963 Mistrovství Evropy, Kodaň (Dánsko), skif, 1. místo
- 1963 Nejlepší sportovec ČSSR, 1. místo
- 1965 Mistrovství Evropy, Duisburg (Německo), čtyřka s kormidelníkem, 3. místo
- 1966 Mistrovství světa, Bled, osma, 7. místo
- 1968 Letní olympijské hry 1968 v Mexiku, Ciudad de México, skif, 9. místo